# 乔治娅·英格利斯
乔治娅·英格利斯（英語：Georgia Inglis，1994年3月28日—），澳大利亚女子轮椅篮球运动员。她曾代表澳大利亚参加2022年英联邦运动会三人篮球比赛，获得一枚银牌。